# Divaer i junglen
Divaer i Junglen er et tv-realityshow med Jakob Kjeldbjerg som vært. Deltagerne udgøres af kendte danskere, der alle tidligere har deltaget i realityshows som Paradise Hotel, Sommer i Sunny Beach, Familien fra bryggen, For lækker til Love og Fristet.
Deltagerne kæmper i to hold om "Luksus-lejren" og om at vinde de 100.000 kr. En efter en bliver de sendt hjem, og den, der står tilbage, vinder de 100.000 kr. og titlen som den sejeste diva i junglen.

## Sæson 1
Divaerne er delt op i to hold, Golden Gorillas og Sexy Tigers.
- Vært: Jakob Kjeldberg
- Vinder: Irina Babenko (100.000 kr.)
- Finalist: Susan Kirstine Nielsen (0 kr.)
- Miss. Jungle: Amalie Josephine Kejser Szigethy
- Land: Costa Rica
- Antal afsnit: 12
- Antal deltagere: 10
- Årstal: 2012

### Deltagerne
| Hold            | Navn                             | Kendt Fra | Ankommet | Sendt hjem |
| --------------- | -------------------------------- | --- | -------- | ---------- |
| Golden Gorillas | Irina Babenko                    | Fristet og Paradise Hotel (Danmark)                                                                                                   | Ep 1     | VINDER     |
| Sexy Tigers     | Susan Kirstine Nielsen           | Paradise Hotel (Danmark), Sommer i Sunny Beach, Til Middag Hos og Fangerne på Fortet                                                  | Ep 1     | Finalen    |
| Golden Gorillas | Gustav Andersen Salinas          | For Lækker Til Love, For Lækker Til København, Dagens Mand, Gustav & Linse på udebane, Til Middag Hos og Helt I Skoven                | Ep 1     | Ep 12      |
| Golden Gorillas | Samanta Stojkovic                | Paradise Hotel (Danmark) | Ep 1     | Ep 12      |
| Sexy Tigers     | Amalie Josephine Kejser Szigethy | Paradise Hotel (Danmark), Amalies Verden, Amalies Baby, Luksusfælden, Til Middag Hos, Fangerne på Fortet, Et ton cash og Forsidefruer | Ep 1     | Ep 11      |
| Sexy Tigers     | Sy Lee                           | Fristet | Ep 1     | Ep 10      |
| Sexy Tigers     | Sofie Baxter Terkildsen          | Fristet | Ep 1     | Ep 9       |
| Golden Gorillas | Jessica Sky                      | 4-Stjerners Middag | Ep 1     | Ep 8       |
| Sexy Tigers     | Tammie Bergholdt                 | Paradise Hotel (Danmark) og 6 På Date                                                                                                 | Ep 1     | Ep 6       |
| Golden Gorillas | Maria Hylleberg de Pineda        | Sommer i Sunny Beach, Paradise Hotel (Danmark) og Et ton cash                                                                         | Ep 1     | Ep 5       |

## Sæson 2
Divaerne er delt op i to hold, Brainy Brunettes og Pink Blondies.
- Vært: Jakob Kjeldberg
- Vinder: Stephanie Karma Salvarli (100.000 kr.)
- Finalister: Joanna Andersen (0 kr.) og Patrick Smith (0 kr.)
- Mr. Jungle: Patrick Smith
- Land: Ecuador
- Antal afsnit: 13
- Antal deltagere: 11
- Årstal: 2013

### Deltagerne
| Hold             | Navn                           | Kendt Fra                                                                                  | Ankommet   | Sendt hjem |
| ---------------- | ------------------------------ | ------------------------------------------------------------------------------------------ | ---------- | ---------- |
| Brainy Brunettes | Stephanie Kessler Christiansen | Familien fra bryggen, Paradise Hotel (Danmark) og Et ton cash                              | Ep 1       | VINDER     |
| Brainy Brunettes | Joanna Andersen                | Fristet                                                                                    | Ep 1       | Finalen    |
| Pink Blondies    | Patrick Smith                  | Paradise Hotel (Danmark)                                                                   | Ep 1       | Finalen    |
| Pink Blondies    | Jeanette Dzienis               | Paradise Hotel (Danmark)                                                                   | Ep 1       | Ep 13      |
| Pink Blondies    | Maria Bruun                    | Fristet                                                                                    | Ep 3       | Ep 12      |
| Pink Blondies    | Julie Lyck Møller              | Paradise Hotel (Danmark) og For Lækker Til Love                                            | Ep 1       | Ep 11      |
| Brainy Brunettes | Nadia Berg Korsgaard           | For Lækker Til Love                                                                        | Ep 1       | Ep 10      |
| Brainy Brunettes | Frederik Fetterlein            | Luksusfælden, Fetter, 6 På Date, Zulu Djævleræs, Fristet, Tæsk En Kendt og Min Fede Træner | Ep 1, Ep 8 | Ep 7, Ep 9 |
| Brainy Brunettes | Helene Ladegaard               | For Lækker Til Love                                                                        | Ep 1       | Ep 7       |
| Pink Blondies    | Pernille Nygaard               | Paradise Hotel (Danmark) og 6 På Date                                                      | Ep 1       | Ep 5       |
| Pink Blondies    | Sidney Hassel Hansen           | 4-Stjerners Middag, Dagens Mand, Fangerne på Fortet, Singleliv og Zulu Djævleræs           | Ep 1       | Ep 1       |

## Sæson 3
Divaerne er delt op i to hold, Blue Diamonds og Wild Pink Jaguar.
- Vært: Jakob Kjeldberg
- Vinder: Mogens (100.000 kr.)
- Finalist: Maja Bruun Bebe Larsen (0 kr.)
- Land: Ecuador
- Antal afsnit: 8
- Antal deltagere: 10
- Årstal: 2018

### Deltagerne
| Hold             | Navn                          | Kendt Fra                                                                 | Ankommet | Sendt hjem |
| ---------------- | ----------------------------- | ------------------------------------------------------------------------- | -------- | ---------- |
| Wild Pink Jaguar | Mogens Mortensen              | Aabenraa                                                                  | Ep 1     | VINDER     |
| Blue Diamonds    | Maja Bruun Bebe Larsen        | Paradise Hotel (Danmark)                                                  | Ep 1     | Finalen    |
| Blue Diamonds    | Dennis Roed                   |                                                                           | Ep 1     | Ep 8       |
| Wild Pink Jaguar | Dennis Brauer                 |                                                                           | Ep 1     | Ep 8       |
| Wild Pink Jaguar | Caroline Petersen             | Paradise Hotel (Danmark), Robinson Ekspeditionen og Dagens Mand           | Ep 1     | Ep 8       |
| Wild Pink Jaguar | Rikke Chili Ulstrup Rasmussen | Paradise Hotel (Danmark), For Lækker Til Love og For Lækker Til København | Ep 1     | Ep 7       |
| Blue Diamonds    | Johnny Mikkelsen              |                                                                           | Ep 1     | Ep 6       |
| Blue Diamonds    | Fie Laursen                   | Paradise Hotel (Danmark), Danmark har talent og Helt I Skoven             | Ep 1     | Ep 5       |
| Wild Pink Jaguar | Janni Ree                     | Janni & Karsten Kærligheden Mod Alle Odds, Fristet og Forsidefruer        | Ep 1     | Ep 3       |
| Blue Diamonds    | Sasha Klæstrup                |                                                                           | Ep 1     | Ep 3       |

## Sæson 4
Divaerne er delt op i to hold, Team Chemistry og Babytigerhajerne.
- Vært: Jakob Kjeldberg
- Vinder: Philip May (100.000 kr)
- Finalister: Frederik Fetterlein (0 kr.) og Mariyah Samia (0 kr.)
- Mr. Jungle: Sigmund Trondheim
- Land: Thailand
- Antal afsnit: 9
- Antal deltagere: 10
- Årstal: 2019
- Aldersgrænse :15 År

### Deltagerne
| Hold             | Navn                | Kendt Fra                                                                                  | Ankommet | Sendt hjem |
| ---------------- | ------------------- | ------------------------------------------------------------------------------------------ | -------- | ---------- |
| Team Chemistry   | Philip May          | Paradise Hotel (Danmark)                                                                   | Ep 1     | VINDER     |
| Babytigerhajerne | Mariyah Samia       | Besat af Bad Boys, Dagens Mand                                                             | Ep 1     | Finalen    |
| Babytigerhajerne | Frederik Fetterlein | Luksusfælden, Fetter, 6 På Date, Zulu Djævleræs, Fristet, Tæsk En Kendt og Min Fede Træner | Ep 1     | Finalen    |
| Babytigerhajerne | Nikita Klæstrup     | Paradise Hotel (Danmark)                                                                   | Ep 1     | Ep 9       |
| Babytigerhajerne | Nynne Larsen        | Dagens Mand                                                                                | Ep 1     | Ep 9       |
| Team Chemistry   | Nathalie Loglo      | Love Island (Danmark)                                                                      | Ep 1     | Ep 9       |
| Team Chemistry   | Chanel Misic        | Zulu Roomies                                                                               | Ep 1     | Ep 8       |
| Team Chemistry   | Sigmund Trondheim   | X Factor (Danmark), Danmark har talent                                                     | Ep 1     | Ep 8       |
| Babytigerhajerne | Boris Laursen       | Paradise Hotel (Danmark)                                                                   | Ep 1     | Ep 6       |
| Team Chemistry   | Julie Lieberkind    | Paradise Hotel (Danmark), Danmark har talent                                               | Ep 1     | Ep 4       |

1. ↑   Julie Lieberkind var til at starte med på Team Babytigerhajerne, men da Frederik Fetterlein tjekkede ind senere end de andre deltagere, skulle han smide en deltager over på det andet hold. Det blev Julie Lieberkind.